# Manocalzati
Manocalzati (Manëcaozàti in dialetto irpino) è un comune italiano di 3 031 abitanti della provincia di Avellino in Campania.

## Geografia fisica

### Territorio
Il comune di Manocalzati sorge nell'area della valle del Sabato, nella conca avellinese, fra le colline del Toppolo e di Sant'Angelo.

### Sismologia
Il territorio comunale è parte del distretto sismico dell'Irpinia. In occasione del terremoto del 1980 a Manocalzati ci furono 2 morti, 15 feriti e 321 senzatetto (12,5%) su un totale di 2 573 abitanti. Rilevanti furono i danni al patrimonio edilizio ed architettonico: le unità edilizie danneggiate più o meno gravemente furono 812; fu gravemente danneggiato il castello di San Barbato, di fondazione altomedievale, di cui crollarono quasi totalmente la torre circolare del lato sudest e le strutture di copertura e furono profondamente lesionate le murature. Gravi danni subì anche la chiesa di San Marco Evangelista.
Classificazione sismica: zona 2 (sismicità media).

## Storia

### Simboli
Lo stemma comunale è d'argento, alla mano sinistra appalmata, di carnagione, movente dalla punta. Il gonfalone è un drappo di azzurro.

## Monumenti e luoghi d'interesse

### Architetture civili

#### Castello di San Barbato
Il castello di San Barbato è situato nell'omonima frazione di Manocalzati.
Fortilizio dominante sul borgo medievale circostante e sull'intera valle del Sabato, il castello fu edificato in epoca longobarda, probabilmente già nel VII-VIII secolo, come testimoniato dalla canonizzazione di san Barbato, vescovo di Benevento, coincisa con il percorso di conversione dei longobardi al cristianesimo, e dalla presenza, all'interno del maniero, di una cappella dedicata all'Arcangelo Michele, a cui gli invasori erano particolarmente devoti. 
L'esistenza del castello di san Barbato viene attestata ufficialmente, per la prima volta, in un documento del 1146: si tratta di una pergamena custodita presso la biblioteca di Montevergine, in cui si narra di un incontro avvenuto tra il signore del vicino castello di Serra, tale Piero, e il signore di san Barbato, Malfrido, per dirimere una questione riguardante il possesso di alcune terre poste al confine dei due territori.
Nei secoli successivi, il castello seguì le vicende dell'omonimo borgo, comune autonomo fino al 1869: fu possedimento, in varie fasi storiche, delle famiglie Filangieri, Albertino, Gattola e Patroni Griffi.
Oggi il castello di San Barbato si presenta con le chiare fattezze di una fortezza aragonese del Quattrocento, pur conservando alcuni tratti tipici del periodo longobardo. La struttura si articola in un semplice e basso edificio quadrangolare, con torri angolari poste ai vertici del corpo di fabbrica centrale, che racchiude il cortile interno, con scala aperta nello spazio della corte. Il castello presenta, tuttavia, una peculiarità rispetto ad altre strutture analoghe: le due torri sul lato meridionale presentano una forma circolare a scarpata, mentre le altre due, poste sul lato settentrionale, hanno una forma planimetrica a punta. Dal portale d'ingresso, posto in cima a un'alta gradinata, si accede alla corte centrale, sulla quale si affacciano tutti gli ambienti del piano terreno coperti da grandi volte a botte.

### Architetture reliogiose

#### Chiesa Madre di San Marco Evangelista
La chiesa di San Marco Evangelista è la chiesa madre di Manocalzati, situata nell'omonima piazza che caratterizza il centro storico del paese irpino.
Le origini dell'edificio religioso sono incerte: secondo alcune fonti, esso risalirebbe al XII secolo; secondo altre fonti, intorno alla metà del Cinquecento. Indubbiamente, la Chiesa riflette il culto di San Marco Evangelista, molto noto e diffuso presso la comunità locale, grazie alla frequentatissima fiera che si svolgeva nella vicina Atripalda e agli scambi commerciali che le città della Costiera Amalfitana intrattenevano con le zone interne della Campania, attraverso la Via Nucerina. 
La Chiesa di San Marco Evangelista fu restaurata più volte con la generosità dei fedeli, come avvenne, in particolare, dopo la missione dei Padri di San Vincenzo de’ Paoli nel 1826. Alla parrocchia di San Marco venne unita, nel 1986, quella di San Barbato, frazione di Manocalzati con un suo particolare interesse storico.
Oggi la chiesa si distingue per la sua facciata, dotata di un bel portale in pietra, e per la sua torre campanaria, risalente al XVII secolo, tra le cui pareti è possibile ancora scorgere un blocco di pietra, di epoca remota, ritraente due figure a mezzo busto, corrispondenti ai Santi Apostoli Pietro e Paolo. All'interno dell'edificio religioso, invece, sono tuttora custoditi diversi antichi dipinti settecenteschi che ritraggono le scene di vita di vari santi e contribuiscono ad arricchirne la preziosità.
Luogo maestoso e solenne, la chiesa di San Marco Evangelista è uno dei simboli del centro storico di Manocalzati.

#### Chiesa di Sant'Anna
Chiesa situata nel borgo medievale di San Barbato, nei pressi del Castello Longobardo.

#### Chiese
Chiesa dell'Immacolata, chiesa di S. Maria del Carmine, chiesa di S. Antonio.

### Siti archeologici

#### Pozzo e cunicolo di origine romana
Il cunicolo romano di Manocalzati si trova in località Faenzera, a circa 1,5 Km a nord di Atripalda. La sua scoperta è stata casuale: infatti nel 1964 alcuni operai locali, durante i lavori di trivellazione per la formazione di un pozzo assorbente per la nuova scuola elementare, misero alla luce un pozzo di aerazione ed il relativo cunicolo sottostante.
Su invito dell'allora Sindaco, Benedetto Tirone, e di Mario Del Mauro, il Gruppo Speleologico della Sezione di Napoli del Club Alpino Italiano effettuò il rilievo topografico sia del pozzo e sia dell'intero cunicolo.
L'imbocco del pozzo è ubicato innanzi all'ingresso dell'ex scuola elementare (oggi Centro Manutentorio dell'Anas) a quota circa 352 m s.l.m. e la sua profondità è di circa 40 m. Il pozzo termina con un cunicolo orizzontale che si dirama in due direzioni opposte, una verso est nella zona di Valle Chiusa per un lunghezza di 106 m circa e l'altra verso ovest nell'incisione del fiume Sabato per una lunghezza di 133 m circa.
La parte più interessante del cunicolo è rappresentata dalla sezione: l'altezza netta al vertice è circa 180 cm, la larghezza è circa 65 cm nella parte più alta del cunicolo e 45 cm circa nella parte più bassa. La copertura è a forma di tetto, ossia è costituito da due tegole che formano un angolo interno di 90°. Ogni tegola, trattenuta con chiodi di ferro lunghi 16 cm, misura 65x47 cm. Le tegole sono di cotto, cioè di materiale argilloso e tutte presentano la seguente iscrizione impressa prima della cottura: "ARRES-C- F POP PRI". Tale iscrizione rappresenta il marchio della fabbrica che ha prodotto questi elementi costruttivi.
Nel cunicolo est fu rilevata su una tegola del tetto un'interessante scritta, eseguita in loco e in lingua latina. Il ritrovamento di tale scritta è veramente insolito, non solo per la ristrettezza dello spazio esistente nel cunicolo, ma soprattutto per l'oggetto dello scritto che è stato materia di studio da parte della Soprintendenza.
La concezione idraulica di quest'opera è semplice. Nel punto più basso di una valle chiusa è aperto un pozzo che immette in un cunicolo, il quale sbocca nella più prossima valle aperta. Tale supposizione è suffragata dalla presenza nella zona di Valle Chiusa di un rudere di epoca romana, che in origine poteva anche essere una fortificazione costruita appositamente. Alla base del rudere vi è un cunicolo di frattura le cui dimensioni sono simili a quelle esistenti in fondo al pozzo.
Infatti, Monte S. Angelo ed il promontorio Chiuppo a sud di esso, racchiudono, sulla loro destra, una vasta zona depressionaria denominata "la Chiusa"; sulla loro sinistra, invece, a quota inferiore della Valle Chiusa, scorre il fiume Sabato; pertanto le acque raccolte nella valle chiusa, grazie alla realizzazione del cunicolo, venivano convogliate verso il fiume Sabato e la valle, liberata dalla presenza di acque paludose, veniva bonificata ripristinando in essa la pastorizia, che era l'unica risorsa economica per la popolazione locale.

### Altro

#### Croce in pietra
Risalente al 1733, su questo monumento è incisa una scritta in latino.

## Società

### Evoluzione demografica
Abitanti censiti

### Lingue e dialetti
Accanto alla lingua italiana, nell'ambito del territorio comunale di Manocalzati è in uso il dialetto irpino.

## Cultura

### Musei

#### Museo del Flauto Traverso
Il Museo del Flauto Traverso è situato a Manocalzati, all'interno della Sala delle Arti, gestita dall'Associazione "Igor Stravinsky".
Collezione privata di strumenti musicali, a cura del flautista e compositore Alessandro Crosta, consiste in circa 45 esemplari di flauti, tra cui un modello originale Ziegler-Wien, un modello originale Schwedler, un modello originale Pratten Simple System, una Besson, un Cabarat, un Rudell & Carte, un Meyer e un autentico flagioletto di fine Settecento.

## Amministrazione

### Gemellaggi
- Sainte-Féréole